# Фаустово (Липецкая область)
Фаустово — деревня в Задонском районе Липецкой области России. Входит в состав Скорняковского сельского поселения.

## Географическое положение
Деревня расположена на Среднерусской возвышенности, в центральной части Липецкой области, в северной части Задонского района, на левом берегу реки Дон. Расстояние до районного центра (города Задонска) — 38 км. Абсолютная высота — 120 метров над уровнем моря. Ближайшие населённые пункты — село Гагарино, деревня Обедище, деревня Чёрный Колодезь, село Калинино, село Тростяное, деревня Засосенка, село Отскочное, село Донское Первое.

## Население
| 2010 |
| ---- |
| 12   |

По данным Всероссийской переписи, в 2010 году численность населения деревни составляла 12 человек (4 мужчины и 8 женщин).

## Улицы
Уличная сеть деревни состоит из одной улицы (ул. Дорожная).